# 6630 Skepticus
A 6630 Skepticus (ideiglenes jelöléssel 1982 VA1) a Naprendszer kisbolygóövében található aszteroida. Edward L. G. Bowell fedezte fel 1982. november 15-én.